# 몬테피아스코네
몬테피아스코네(이탈리아어: Montefiascone)는 이탈리아 라치오주 비테르보도에 위치한 코무네다. 로마로부터 북쪽 95km 거리에 있다.